# Sword of Aragon
Sword of Aragon est un jeu vidéo de type wargame développé et publié par Strategic Simulations en 1989 sur IBM PC puis en 1990 sur Amiga. Il se déroule dans le monde médiéval-fantastique d’Aragon, le joueur incarnant le duc de la cité Aladda dont l’objectif est d’unifier le pays par la force. Le jeu se déroule au tour par tour, sur une carte représentant les différentes régions d’Aragon. Sur celle-ci, le joueur gère ses cités, recrute des troupes et déplace ses armées afin de défendre ses terres ou d'en conquérir de nouvelles. Les combats se déroulent également au tour par tour mais sur un écran tactique spécifique. Outre ces éléments de stratégie, le jeu inclut des éléments de jeux de rôle. Au début d'une partie le joueur peut ainsi choisir une classe de personnage (guerrier, chevalier, magicien, prêtre et ranger) et les unités gagnent de l'expérience lorsqu'elles remportent des combats. À sa sortie, Sword of Aragon reçoit un accueil mitigé dans la presse spécialisée qui critique notamment sa réalisation et son interface graphique. Les critiques mettent également en avant sa complexité et sa difficulté ainsi que son côté addictif, et estiment que le jeu est plutôt destiné aux puristes du genre qu'aux joueurs débutants,,.

## Trame
Le jeu se déroule dans le monde médiéval-fantastique d’Aragon. Secoué par des luttes internes et d’innombrables attaques d’orcs, de gobelins et de titans, le puissant empire humain qui contrôlé jusque-là le pays est aujourd’hui en ruine. Le joueur incarne le fils du duc d’Aladda, une cité ayant connu son heure de gloire sous l’ancien empire. À sa mort, le duc charge son fils de réaliser son rêve : réunifier le pays.  Pour cela, il doit développer ses cités, agrandir son armée, conquérir d’autres cités et vaincre ou s’allier avec les autres races du monde d’Aragon. Il doit également récupérer les trois artefacts nécessaires pour prétendre au trône, vaincre un dragon et détruire la forteresse des créatures qui ont envahi le pays. Il parvient finalement a détrôner l’empereur Lucinian IV de l’empire Tetradan et à se hisser sur le trône de l’Aragon,,.

## Système de jeu
À sa sortie en 1989, le genre de jeu vidéo auquel appartient Sword of Aragon fait débat dans la presse spécialisée. Le magazine Dragon le désigne ainsi comme un « jeu de rôle et d'aventure stratégique » mais cette classification est remise en cause par plusieurs sources qui estiment qu'il est « plus un jeu de stratégie qu'un jeu de rôle »,. Pour le magazine Computer Gaming World, il s'agit plutôt d'un wargame, avis que partage le journaliste du magazine ACE qui le considère comme une adaptation sur ordinateur de jeu de plateau. Rétrospectivement, le journaliste et concepteur de jeu vidéo Alan Emrich estime en 1994 que Sword of Aragon a toutes les caractéristiques d'un jeu 4X, c'est-à-dire d'un jeu combinant exploration, extension, exploitation des ressources et extermination de l'adversaire. Cette classification n'est cependant pas reprise dans les publications plus récentes qui le désigne généralement comme un wargame du fait notamment de ses similitudes avec les jeux de plateaux,.
Le jeu combine des éléments de gestion de cité avec des combats tactiques.
Au début d’une partie, les joueurs peuvent choisir une des cinq classes de personnage disponible dans le jeu : guerrier, chevalier, magicien, prêtre et ranger. Chaque classe possède des affinités avec un type d’unités. Le guerrier est ainsi plus apte à commander l’infanterie et le chevalier à commander la cavalerie. Au cours des affrontements, les mages, les rangers et les prêtres peuvent également lancer des sorts pour endommager un ennemi, altérer le terrain ou soigner un allié. Le joueur peut recruter des commandants de chaque classe pour accompagner son héros dans sa quête et après avoir gagné un certain nombre de combats, ces commandants peuvent lui proposer leurs services.
Le joueur et l’ordinateur jouent chacun à leur tour, chaque tour correspondant à un mois dans le monde du jeu. La partie se déroule principalement sur une carte représentant les régions d’Aragon. Sur cette dernière sont affichées les cités et les unités contrôlées par le joueur. Celui-ci ne peut cependant pas voir les zones qu’il n’a pas encore explorées. A l’aide du clavier et de la souris, le joueur déplace un curseur pour sélectionner ses unités et ses cités, puis leur donne des ordres. Les cités qu’il contrôle lui assure un revenu mensuel auquel vient s’ajouter les tribus versés par ses vassaux et le butin obtenus lors des combats. Les revenus générés par les cités peuvent être amélioré en débloquant des fonds pour développer leur activité économique, comme l’agriculture ou l’industrie minière, ou en augmentant les taxes. Les taxes influent cependant sur la loyauté des habitants, un taux trop élevé pouvant faire diminuer la population. Les troupes sont recrutés dans les cités et doivent être payé chaque mois. Différents types de troupes sont disponibles dans le jeu, incluant l’infanterie, la cavalerie et des archers. Lorsqu’une armée attaque une cité adverse défendue par des troupes, le jeu bascule dans une fenêtre dédiée au combat tactique. Des affrontements peuvent également avoir lieu lorsque deux armées se rencontrent sur la carte d’Aragon. Le jeu affiche alors une carte à grande échelle du combat qui diffère de la carte du monde par la limitation du nombre d’unités pouvant occuper une même case. Le joueur et l’ordinateur déploient et déplacent leurs troupes chacun à leur tour. Les unités peuvent se déplacer à leur rythme ou se voir imposer une marche forcée pour couvrir de plus grandes distances. Certains terrains offre des bonus défensifs à leurs occupant. Les attaques peuvent prendre plusieurs forms : corps-à-corps, charge, projectile ou magie. Une option permet au joueur de laisser l’ordinateur prendre le contrôle de son armée pour déterminer le résultat de l’affrontement. A la fin d’un combat, le jeu rebascule sur la carte du monde. Les unités ayant survécu gagnent de l’expérience qui leur permet d’améliorer leurs capacités de combats. Les troupes peuvent également s’entrainer dans une cité pour gagner de l’expérience.

## Accueil
| Sword of Aragon       |      |       |
| Média                 | Nat. | Notes |
| ACE                   | RU   | 75 %  |
| Amiga Computing       | RU   | 82 %  |
| Computer Gaming World | US   | 3.5/5 |
| Dragon Magazine       | US   | 3.5/5 |
| Your Commodore        | RU   | 91%   |
| Zzap!64               | RU   | 82 %  |

À sa sortie en 1989, Sword of Aragon reçoit un accueil mitigé dans la presse spécialisée qui critique notamment sa réalisation et son interface graphique. Pour la journaliste Lucinda Orr, du magazine Amiga Computing, ses graphismes  sont en effet « un peu primitifs », en dehors de « quelques détails sympa » présents sur la carte, et si ses effets sonores sont assez réussis, ils sont peu nombreux et les écouter en boucle devient vite lassant. Pour John Minson, du magazine ACE, le jeu apporte des améliorations intéressantes à un genre (les wargames) ancien mais il regrette que ses concepteurs semblent s’être enfermés dans les traditions du  genre. Il estime en effet que son interface graphique est « dépassé », que ce soit pour un jeu vidéo de rôle ou pour un wargame, et que dans ce domaine, le jeu ne semble pas suivre le rythme imposé par la concurrence. Le journaliste Biff Kritzen du magazine Computer Gaming World critique également son interface, qu’il considère comme le seul point négatif du jeu. D’après lui, son système de contrôle (au clavier) se révèle parfois maladroit et il regrette que le jeu ne bénéficie pas d’une interface mieux conçue ou de la possibilité de jouer à la souris, ce qui aurait rendu le gameplay un peu plus agréable. Toujours au niveau technique, le journaliste Adam Starkweather de Compute! met en avant un problème de lenteur des séquences de combat. D’après lui, il arrive en effet que l’ordinateur mette jusqu’à quinze minute pour prendre une décision et que les batailles durent jusqu’à une heure trente. Les journalistes du magazine Dragon constatent également ce problème de lenteur qu’ils expliquent par le fait que le jeu est programmé en Basic plutôt que dans un langage plus rapide.
Outre l’aspect technique, la complexité et la difficulté de Sword of Aragon, mais aussi son côté addictif, sont souvent mise en avant par les critiques. Le journaliste John Minson estime ainsi, dans le magazine ACE, que le jeu est peut-être un peu trop « vaste et complexe » et que si les experts du genre y trouveront leur compte, les joueurs débutant risquent d'être submergés par le nombre de paramètres à gérer. De la même manière, les journalistes de Dragon juge cette complexité problématique et explique qu’il est « difficile à maitriser ». Ils notent également qu’il est « difficile de démarrer le jeu » du fait de son système de protection anticopie et de l’imprécision des instructions associées dans le manuel de jeu. La complexité du jeu est au contraire jugée « gratifiante » par Biff Kritzen du magazine Computer Gaming World. Il note en effet qu’il y a beaucoup de choses à découvrir pendant les 30 à 45 heures nécessaire pour gagner une partie et que maximiser la puissance des armées est un « vrai défi ». La journaliste Lucinda Orr du magazine Amiga Computing partage cette analyse et estime que ses nombreuses options de personnalisations des armées font qu’il est « plutôt bon dans son domaine ». Tony Hetherington, du magazine Your Commodore, salue également la complexité du jeu. Il le décrit ainsi comme un « jeu fascinant » et estime que « plus on y joue, plus on l'apprécie ». Il note en effet qu'au départ, le joueur ne sait pas vraiment ce qu'il faut faire mais qu'en découvrant petit à petit le jeu, il apprend à utiliser ses ressources et ses troupes pour agrandir son empire. Pour Adam Starkweather du magazine Compute!, c’est même le défi que représente la difficulté du jeu qui fait tout son intérêt. Il regrette ainsi qu’en s’approchant de la fin du jeu, les armées du joueur deviennent si puissante que rien ne peut se mettre en travers de leur route et que le jeu perd ainsi un des aspects qui fait du début de partie un « défi ». Il décrit ainsi Sword of Aragon comme un « jeu addictif » qui « envahit vos pensées » et « vous empêche de vous concentrer au travail ».
Rétrospectivement, le magazine Retro Gamer affirme que Sword of Aragon serait régulièrement désigné comme « le meilleur wargame de fantasy ».